# Kazah Autonóm Szovjet Szocialista Köztársaság
A Kazah Autonóm Szovjet Szocialista Köztársaság (oroszul: Казакская Автономная Социалистическая Советская Республика; kazakul: Qazaq Aptonom Sotsijalijstik Sobettik Respuvblijkasь), rövidítve Kazak ASZSZK (oroszul: Казакская АССР; kazakul: Qazaq ASSR), a Szovjetunió, azon belül az Oroszországi Szovjet Szövetségi Szocialista Köztársaság egyik autonóm köztársasága volt 1925-től 1936-ig, amikor teljes jogú szovjet szocialista köztársasággá vált.
1936-ig a hivatalos elnevezésében szerepelt a "kazah" név, de gyakran megtalálható a "kazak", ritkán a "kozák" elnevezés is. A névváltoztatást a Kirgiz ASZSZK új elnevezése indokolta, ami addig Kara-Kirgiz AT volt. Az eredeti nevéről lemondani kényszerült autonóm köztársaság a kazah népnevet vette fel.

## Története
A Kazah ASZSZK-t a Kirgiz ASZSZK átszervezéséből alakították ki (nem összekeverendő a közép-ázsiai Kirgiz ASZSZK-val, ma Kirgizisztán) 1925. június 15-én. Az orosz polgárháború előtt a kazahokat, mint kirgiz-kazah, vagy csak kirgiz néven ismerték. A mostani kirgizek neve mellé hozzátették a "kara" jelzőt, ami feketét jelent. Ez a névadás a korai szovjet időkben is fennmaradt, így lett a Kirgiz ASZSZK a kazahok nemzeti állama. 1925. június 15-19. között az ötödik Kazah Szovjet Tanácson döntötték el a névváltoztatás tényét. A Kirgiz (Kazah) ASZSZK székvárosát, Orenburgot az Oroszországi SZSZSZK-hoz csatolták, az új főváros Kizilorda lett, de csak 1929-ig, utána Almati vette át ezt a szerepet, egészen 1997-ig. 1929-ben Almati lett a székváros, de egyes kormányzati szervek már 1927-ben átköltöztek. 1930-ban kitört egy anti-kommunista felkelés Sozakban, de alig egy hónap múlva a felkelők feladták a harcot. 1936. december 5-én a Kazah ASZSZK nevéből elhagyták az "autonóm" jelzőt, ezzel Kazahsztán teljes jogú tagállama lett a Szovjetuniónak.

## Földrajz
A Kazah ASZSZK területe felölelte a mai Kazah Köztársaság és Üzbegisztán egy részét (Karakalpak Autonóm Köztársaság), Türkmenisztán északi határvidékét (Garabogazköl északi partjai) és az Orenburgi terület kisebb részét. Ezeket a területeket a következő évtizedekben elcsatolták, ezzel alakult ki a mai országhatár.
A Kazah ASZSZK közigazgatási beosztása többször változott fennállása során. 1928-ban megszüntették a kormányzóságokat, helyettük a rajon lett a hivatalos megnevezés. 1932-ben az autonóm köztársaságot hat nagyobb területre osztották fel:
- Aktöbei terület (székhelye: Aktöbe);
- Almati terület (székhelye: Almati);
- Keleti-kazah terület (székhelye: Szemej);
- Karaganda terület (székhelye: Petropavl);
- Déli-kazah terület (székhelye: Simkent);
- Nyugati-kazah terület (székhelye: Oral).

1935. január 31-én a többi terület határainak módosításával létrejött a hetedik, Karakalinszki terület.

## Fordítás
Ez a szócikk részben vagy egészben  a   Kazakh Autonomous Socialist Soviet Republic című orosz Wikipédia-szócikk ezen változatának fordításán alapul.  Az eredeti cikk szerkesztőit annak laptörténete sorolja fel. Ez a jelzés csupán a megfogalmazás eredetét és a szerzői jogokat jelzi, nem szolgál a cikkben szereplő információk forrásmegjelöléseként.